# Ричфилд (Ајдахо)
Ричфилд (енгл. Richfield) град је у америчкој савезној држави Ајдахо.

## Демографија
По попису из 2010. године број становника је 482, што је 70 (17,0%) становника више него 2000. године.
| Група             | 2000.       | 2010.       |
| Белци             | 366 (88,8%) | 416 (86,3%) |
| Афроамериканци    | 1 (0,2%)    | 0 (0,0%)    |
| Азијати           | 0 (0,0%)    | 0 (0,0%)    |
| Хиспаноамериканци | 35 (8,5%)   | 59 (12,2%)  |
| Укупно            | 412         | 482         |